# Maschinenhaus mit Wasserturm (LVR-Klinik Düren)

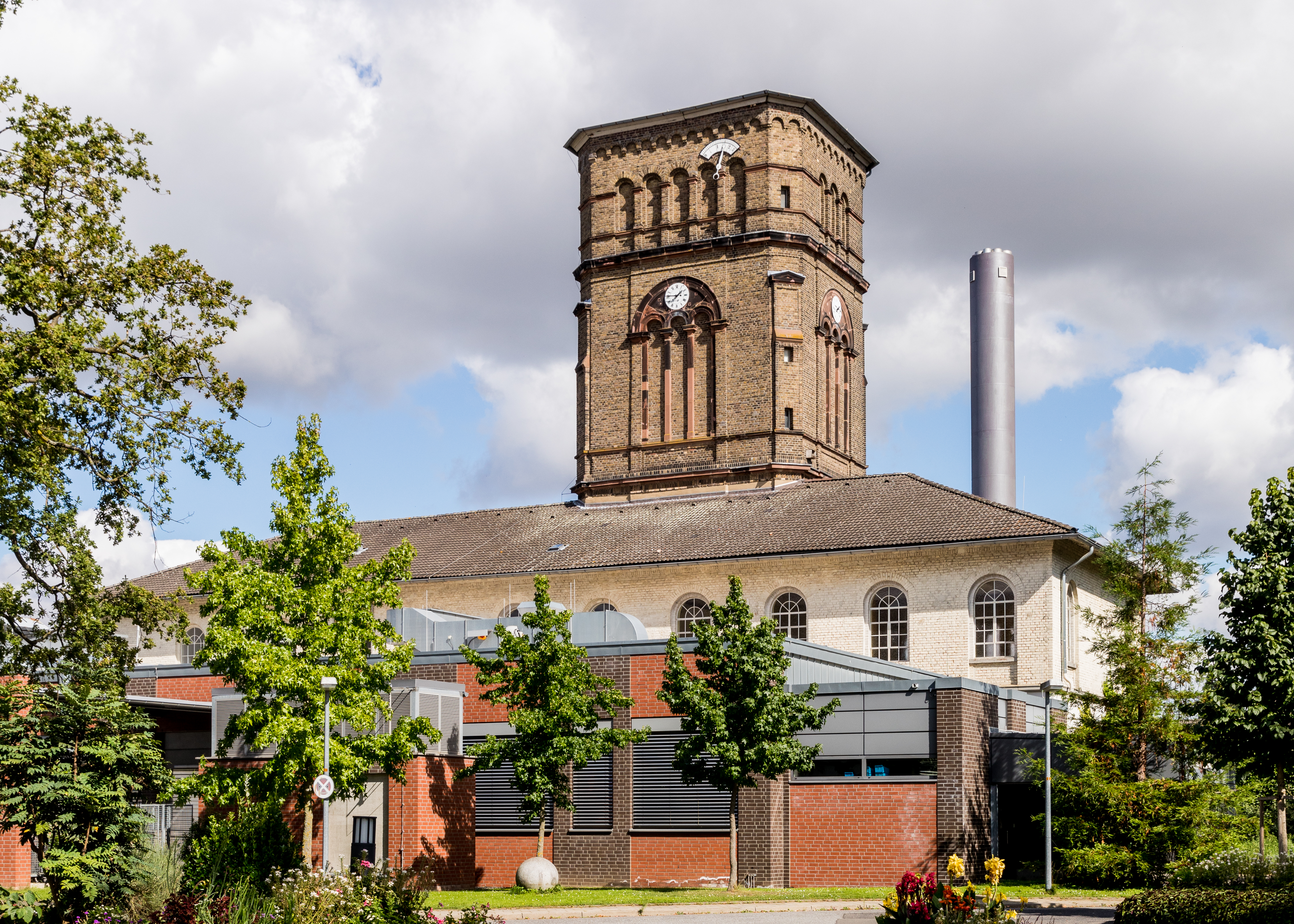

Das Maschinenhaus mit Wasserturm ist ein Gebäude auf dem Gelände der LVR-Klinik Düren in Düren in Nordrhein-Westfalen. Das Gebäude wurde, wie alle Bauwerke auf dem Gelände der ehemaligen Provinzial Heil- und Pflegeanstalt, zwischen 1874 und 1878 erbaut.
Das Bauwerk hat einen integrierten Wasserturm in neoromanischen Formen. Das zweigeschossige Maschinenhaus ist zur Zentralachse hin traufständig mit einem fünfgeschossigen aufwändig gestalteten Wasserturm auf quadratischem Grundriss mit abgeschrägten Ecken. Das Gebäude wurde aus Backsteinen erbaut. Die Gewände und Gesimse bestehen aus Buntsandstein. Die ursprüngliche Dachkonstruktion wurde im Zweiten Weltkrieg zerstört und durch ein Flachdach ersetzt. Im Inneren befindet sich ein genieteter rechteckiger Stahlbehälter.
Das Bauwerk ist unter Nr. 1/001l in die Denkmalliste der Stadt Düren eingetragen.